# Charlotte Henschel
Charlotte Henschel (Breslau, 1er avril 1892 - Paris, 18 avril 1985) est une artiste peintre d'origine allemande appartenant à l'École de Paris.

## Biographie
Née le 1er avril 1892  en Silésie à Breslau (alors dans l'Empire allemand, aujourd'hui Wrocław en Pologne) dans une famille juive aisée (son père, Bernhard Henschel, est un juriste réputé), Charlotte Henschel fréquente l'Académie des Arts de Breslau et sur le conseil de son professeur - Hans Poelzig (1869-1936), architecte, peintre et décorateur actif durant la République de Weimar - elle poursuit sa formation à Berlin-Charlottenburg dans l'atelier du Karl Hofer. Elle y rencontre le jeune peintre Nicolas Wacker qui viendra la rejoindre en 1926 à Paris. Les deux amis seront colocataires, d’abord au 26 rue du Faubourg Saint-Jacques, puis dans un atelier au 3 Rue Henri-Regnault dans le quatorzième arrondissement. Roger Bissière en son absence en 1932-33, leur louera sa maison au 41 square de Montsouris.

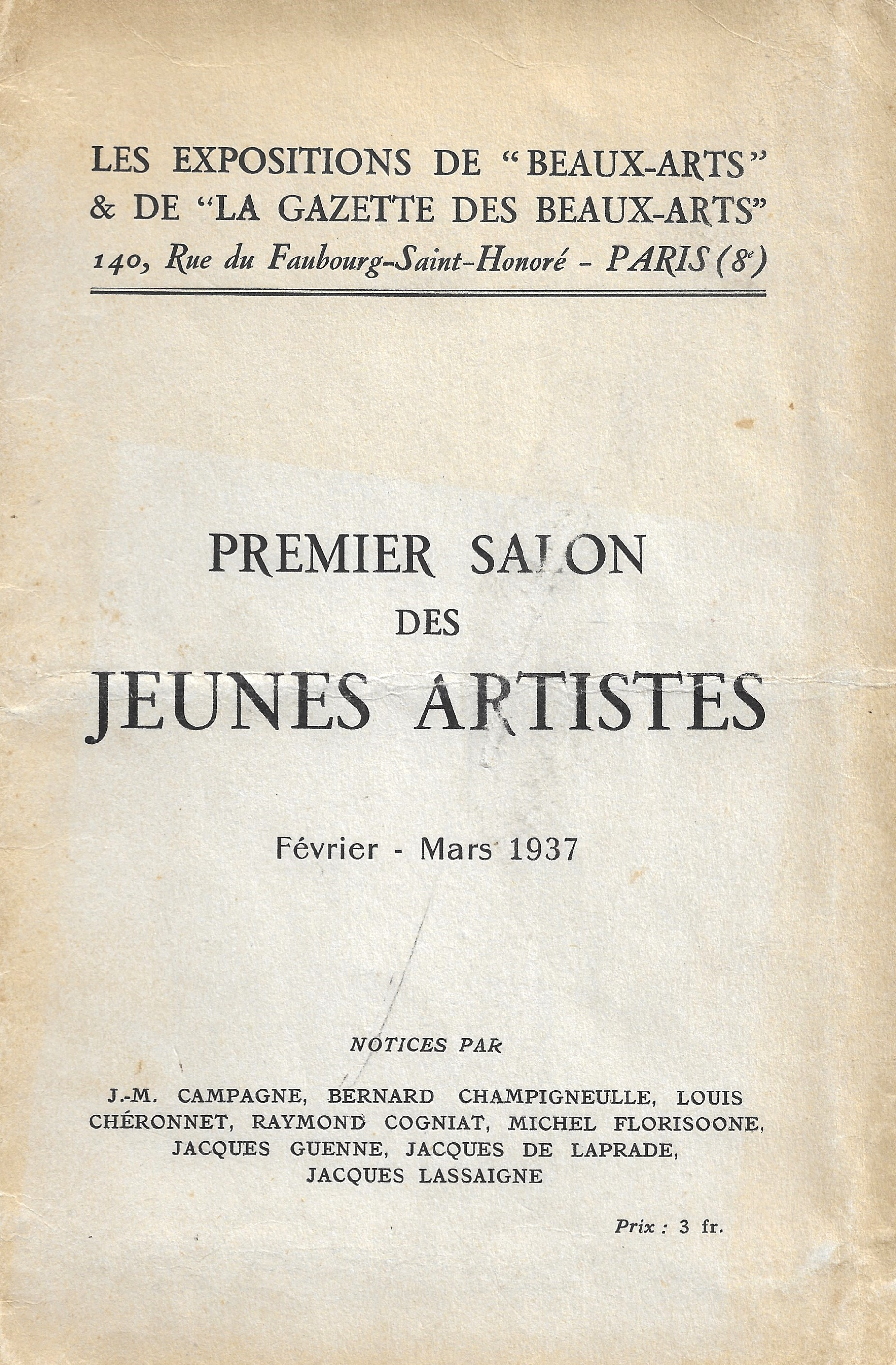
Catalogue du Premier salon des jeunes artistes, Paris, 1937, l'une des expositions collectives auxquelles participe Charlotte Henschel, auprès notamment de Jean Bertholle, Jean Le Moal, Léon Gischia, André Marchand, Nicolas Wacker et Charles Walch.

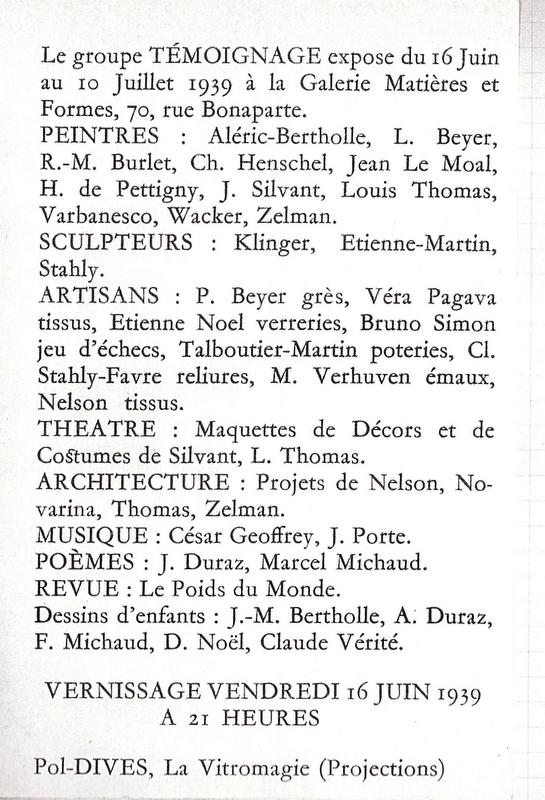
Deuxième exposition du groupe Témoignage à Paris, 1939.

Charlotte Henschel s'inscrit en 1928 à l'Académie Ranson dans l'atelier de Bissière. Elle y participe à des présentations collectives en juillet 1934 avec notamment Charles Malfray et Étienne-Martin, en juillet 1935 avec Malfray, Étienne-Martin, Bissière, Manessier, Le Moal, Wacker, en mai 1936 avec Aléric (pseudonyme de Bertholle), Bissière, Le Moal, Manessier, Wacker, Reichel, en juillet 1937 et juillet 1939. Elle expose également au Premier Salon des jeunes artistes en 1937 (trois peintures, La mandoline, Composition et Figure, notice de Jacques Lassaigne) et avec le groupe Témoignage, animé par Marcel Michaud, au salon d'automne de Lyon en 1936, à Paris en 1938, aux côtés des peintres Bertholle, Le Moal, Manessier et Véra Pagava, des sculpteurs Étienne-Martin et François Stahly, puis en 1939.
Dès 1933 (début de la dictature hitlérienne) les subsides envoyés régulièrement par Julie Henschel, sa mère, ne lui parvenant plus en France, sa situation devient de plus en plus précaire, d’abord financièrement, puis humainement à partir de la déclaration de guerre en 1939. Elle trouve refuge, comme tant d’autres dont Manessier, chez les Bissière retirés définitivement dans leur propriété de Boissièrette (Lot) à partir de 1939.
En mai 1940, Charlotte Henschel est extrêmement surprise de se voir internée comme Allemande au couvent des Dames Noires à Cahors. Sur le point d’être envoyée dans un autre camp, Bissière parvient à l'en faire sortir. Il l’aide alors à se cacher aux Rigals dans la maison de Rylsky alors prisonnier, lieu perdu dans la campagne, et lui confie « l'élevage romantique du mouton ». Elle y vivra et peindra dans un dénuement total bien après la guerre, avant de s’installer dans le hameau de Benauge.
Après la Libération elle participe au Salon d'automne et au Salon des réalités nouvelles et réalise plusieurs expositions personnelles, notamment à Lyon en novembre 1954 à la galerie Folklore de Marcel Michaud. Vers 1950 Manessier lui achète un petit atelier 36 Avenue de Châtillon (aujourd'hui Avenue Jean-Moulin).
Une donation de ses œuvres est conservée au Musée de Cahors Henri-Martin. Pour l'exposition Le Poids du monde. Marcel Michaud (1898-1958) organisée au musée des beaux-arts de Lyon en 2011, elle est représentée par Tendre service, peint vers 1938 (55 × 65 cm).

## Œuvre
Au milieu des années 1930, « les peintures de Charlotte Henschel sont dans la même veine que les tableaux envoyés à Lyon » par les autres élèves de l'Académie Ranson pour les expositions du groupe Témoignage : « peintures à la touche souvent épaisse, vivement colorées, formes plus ou moins abstraites ». Par la suite, « apparaissent des figures et des symboles ésotériques », comme dans Anima (1938), peinture conservée au Musée de Cahors Henri-Martin.

## Œuvres dans les collections publiques
- Beauvais, Beauvais, MUDO, musée de l'Oise :
  - Visage, technique mixte sur toile, 55 x 46 cm, collection Yvonne et Maurice Allemand (INV003.4.40)[5]
  - Composition, dessin, 20,6 x 26,5 cm, collection Yvonne et Maurice Allemand (INV003.4.78)[6]
- Cahors, Musée de Cahors Henri-Martin :
  - Sans titre, vers 1965-1967, huile sur toile avec collage d’éléments en corde, plastique et papier, 99,5 x 80,5 cm
  - Femme assise avec chat, huile sur toile, 100 x 82 cm
  - Sans titre, huile sur toile, 81 x 117 cm
- Paris, Centre national des arts plastiques :
  - Stigmate, vers 1947, huile sur toile (achat 1947, Inv. FNAC 20246)[7]
  - Composition, avant 1952, huile sur toile, 73,5 x 92,5 x 3 cm (achat 1952, Inv. FNAC 22815)[8]
  - Papier découpé composition n°7, avant 1964, huile sur toile, 92,5 x 74 cm (achat 1964, Inv. FNAC 28468)[9]
  - Peinture 1 c'est 2, 1980-1981, huile sur toile, 70,3 x 35,8 X 2,2 cm (Inv. FNAC 34317)[10]
- Paris, Musée d'Art et d'Histoire du judaïsme :
  - Sans titre, huile sur toile, 41,5 x 33 cm, ancienne collection Alfred Manessier (Inv.2022.07.002)[11]
  - Cimetière, huile sur toile, 46 x 27 cm,  ancienne collection Alfred Manessier (Inv. 2022.07.001)[12]
- Roubaix, La Piscine :
  - Portrait de femme, 73 x 54 cm, (Inv. D 990-3-2) [13]